# Dairis Bertāns
Dairis Bertāns (Valmiera, 9 settembre 1989) è un cestista lettone capitano della Lettonia.

## Biografia
È il fratello di Dāvis Bertāns.

## Carriera
Ha disputato gli Europei 2011 con la Lettonia.

## Statistiche

### NBA

#### Regular Season
| Anno      | Squadra       | PG | PT | MP   | TC%  | 3P%  | TL% | RP  | AP  | PRP | SP  | PP  |
| --------- | ------------- | -- | -- | ---- | ---- | ---- | --- | --- | --- | --- | --- | --- |
| 2018-2019 | N.O. Pelicans | 12 | 0  | 13,9 | 25,5 | 29,4 | -   | 0,8 | 0,8 | 0,1 | 0,0 | 2,8 |
| Carriera  | Carriera      | 12 | 0  | 13,9 | 25,5 | 29,4 | -   | 0,8 | 0,8 | 0,1 | 0,0 | 2,8 |

### Eurolega
| Anno      | Squadra        | PG  | PT | MP   | TC%  | 3P%   | TL%  | RP  | AP  | PRP | SP  | PP  |
| --------- | -------------- | --- | -- | ---- | ---- | ----- | ---- | --- | --- | --- | --- | --- |
| 2016-2017 | Darüşşafaka    | 32  | 7  | 16,1 | 46,3 | 50,0  | 83,6 | 0,7 | 1,3 | 0,2 | 0,1 | 6,4 |
| 2017-2018 | Olimpia Milano | 28  | 4  | 18,4 | 41,7 | 40,9  | 85,7 | 1,0 | 1,4 | 0,4 | 0,1 | 7,1 |
| 2018-2019 | Olimpia Milano | 22  | 11 | 16,6 | 47,9 | 53,6* | 82,4 | 1,0 | 0,6 | 0,7 | 0,0 | 6,4 |
| 2019-2020 | Chimki         | 21  | 7  | 16,9 | 43,8 | 42,9  | 80,0 | 0,6 | 1,1 | 0,3 | 0,0 | 4,6 |
| 2020-2021 | Chimki         | 20  | 6  | 17,2 | 34,4 | 34,8  | 85,7 | 1,2 | 0,9 | 0,4 | 0,0 | 5,4 |
| Carriera  | Carriera       | 123 | 35 | 17,0 | 42,9 | 44,1  | 84,0 | 0,9 | 1,1 | 0,4 | 0,0 | 6,1 |

## Palmarès

### Squadra
- Campionato italiano: 1

Olimpia Milano: 2017-2018
- Supercoppa italiana: 2

Olimpia Milano: 2017, 2018
- Campionato lettone: 6

Ventspils: 2008-2009
VEF Riga: 2010-2011, 2011-2012, 2012-2013, 2023-2024, 2024-2025
- Coppa di Lettonia: 2

VEF Rīga: 2024, 2025
- Lega Lettone-Estone: 1

VEF Rīga: 2024-2025

### Individuale
- LBL MVP finali: 1

VEF Riga: 2024-2025